# Diego Orejuela
Diego Orejuela Rodríguez (La Luisiana, 20 gennaio 1962 – Barcellona, 20 giugno 2024) è stato un calciatore spagnolo, di ruolo centrocampista.

## Biografia
Nacque il 20 gennaio 1962 a La Luisiana, in Andalusia, ma all'età di dieci mesi, la sua famiglia si trasferì a Sant Joan de Vilatorrada, in Catalogna.
Morì a Barcellona il 20 giugno 2024 dopo una lunga malattia, all'età di 62 anni.
Anche suo fratello maggiore Jesús fu un calciatore professionista e i due giocarono anche insieme nell'Español tra il 1982 e il 1984.

## Carriera

### Club
Prodotto del vivaio dell'Español, visse alcune stagioni in prestito tra Figueres, Sabadell e UE Lleida, prima di rientrare ed essere aggregato in prima squadra. Giocò dal 1982 al 1991 con la maglia dell'Español collezionando 216 presenze nella Liga spagnola e diventando anche il capitano. Nel 1988 raggiunse la finale di Coppa UEFA, persa contro il Bayer Leverkusen. Nel 1989 retrocesse in Segunda División, aiutando poi il club catalano a risalire immediatamente nella Liga nella stagione successiva.
Nel 1991 si trasferì al Palamós CF, con cui disputò due annate nella Segunda División, ritrovando in panchina Juanjo Díaz, che già allenò Orejuela nella sua precedente squadra.
Si ritirò nel 1993.

### Nazionale
Disputò il Campionato europeo di calcio Under-21 1984 arrivando in finale contro l'Inghilterra, perdendola per 3-0.